# 蒙布朗 (上阿尔卑斯省)
蒙布朗（法語：Montbrand，法語發音：[mɔ̃bʁɑ̃]）是法国上阿尔卑斯省的一个市镇，位于该省西部，属于加普区。

## 地理
蒙布朗（44°35'23"N, 5°40'57"E）面积25.03 平方千米，位于法国普罗旺斯-阿尔卑斯-蓝色海岸大区上阿尔卑斯省，该省份为法国东南部内陆省份，北起萨瓦省，西北接伊泽尔省，西南接德龙省，南至上普罗旺斯阿尔卑斯省，东北部与意大利接壤。
与蒙布朗接壤的市镇（或旧市镇、城区）包括：拉博姆、拉福里、拉欧特博姆、圣于连昂博谢讷、瓦勒马拉韦勒。

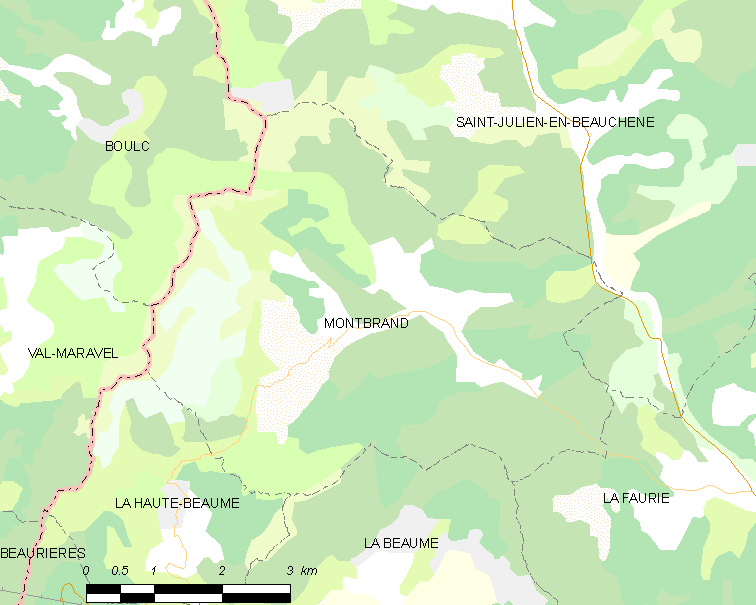
的OSM定位图

蒙布朗的时区为UTC+01:00、UTC+02:00（夏令时）。

## 行政
蒙布朗的邮政编码为05140，INSEE市镇编码为05080。

## 政治
蒙布朗所属的省级选区为塞尔县。

## 人口

1962-2008年间人口变化图示

蒙布朗于2022年1月1日时的人口数量为74人。